# Enzo Barboni
Enzo Barboni (Roma, Italia, 10 de julio de 1922 - Roma, Italia, 23 de marzo de 2002), conocido con el pseudónimo de E.B. Clucher, fue un director y guionista italiano. Se le conoce sobre todo por haber dirigido la célebre trilogía cómica conocida como la Trilogía de Trinidad, ambientada en el Viejo Oeste (dentro del subgénero spaghetti western), con Terence Hill en el papel de Trinidad y compuesta por las películas Lo chiamavano Trinità... (1970), Continuavano a chiamarlo Trinità (1971) y Trinità & Bambino... e adesso tocca a noi! (1995).

## Filmografía parcial
- 1970 - Puerta abierta al infierno (director).
- 1970 - Lo chiamavano Trinità... (director y guionista).
- 1971 - Continuavano a chiamarlo Trinità (director y guionista).
- 1972 - Y después le llamaron El Magnífico (director y guionista).
- 1973 - También los ángeles comen judías (director).
- 1976 - Dos superpolicías (director y guionista).
- 1981 - Odd Squad (director).
- 1983 - Dos supersuperesbirros (director).
- 1984 - Dos super dos (director).

- 1987 - Renegado Jim (director).

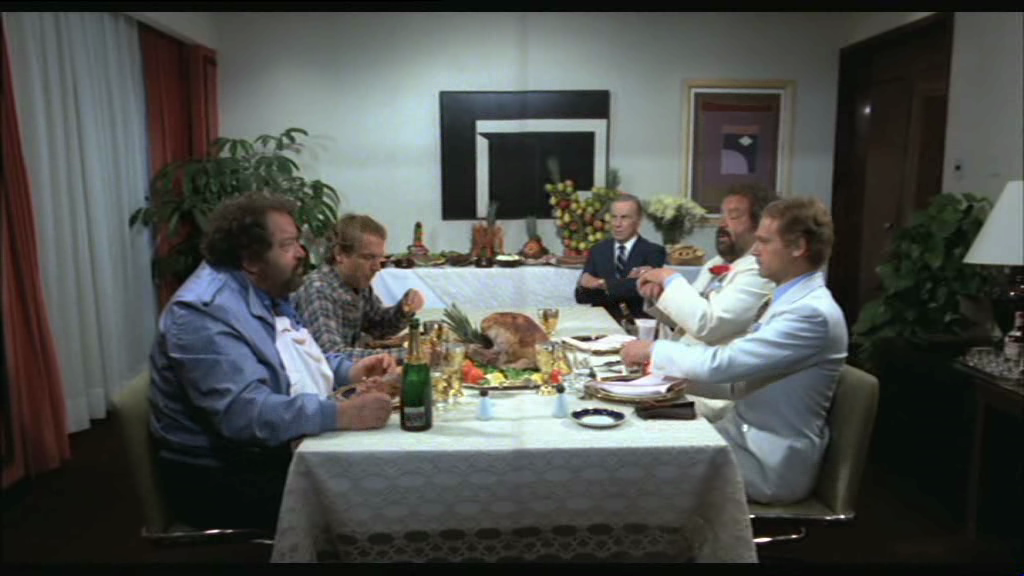
Fotograma de la película Dos super dos (Non c'è due senza quattro).

- 1995 - Trinità & Bambino... e adesso tocca a noi! (director).